# Marco Roscio Celio
Marco Roscio Celio (fl. I secolo) è stato un ufficiale dell'esercito romano del I secolo.
Era il legato della Legio XX Valeria Victrix, che era di stanza nella provincia di Britannia nel 68. Era in disaccordo col governatore Marco Trebellio Massimo, e così, allo scoppio della guerra civile nota come "Anno dei quattro imperatori", si ribellò insieme alla sua legione. Perduta ogni autorità, Trebellio fuggì in Germania presso Vitellio, che, divenuto imperatore, mandò come nuovo governatore Marco Vettio Bolano, che riprese in mano il controllo della situazione
Sul finire del 69, il nuovo imperatore Vespasiano ristabilì l'ordine nell'impero e nel 71 rimosse Celio dal comando della XX Valeria Victrix, che fu affidata a Gneo Giulio Agricola.